# Клоп блекотовий
Клоп блекотовий (Corizus hyoscyami) — вид клопів з родини булавників (Rhopalidae).

## Поширення
Вид поширений в Європі, Північній Африці та в Азії.

## Підвиди
- Corizus hyoscyami subs. hyoscyami трапляється на більшій частині Європи;
- Corizus hyoscyami subs. nigridorsum представлений в Іспанії, Італії, Марокко і Тунісі.

## Морфологія
Тіло сплощене, кіноварно-червоне, завдовжки 7-10 мм. Вусики та хоботок чорні. Голова трикутна, з боків з чорними плямами . Вусикові горбки гострі. Перший членик вусиків короткий, не заходить чи ледве заходить за вершину голови, третій членик зазвичай коротший і вужчий четвертого членика. Коріум і клавус повністю точкові, непрозорі, із слабо опуклими жилками. На перетинці надкрил більше 15-ти жилок. Переднеспинка в задній частині з двома прямокутними або ниркоподібними плямами. Останній сегмент черевця зверху чорний.

## Екологія
Вид живиться соком багатьох рослин. Імаго можна зустріти цілий рік. Цей вид зимує дорослим. Нове покоління з'являється в серпні-вересні.